# Хореніа
Хореніа (груз. ხორენია) — село в Грузії.
За даними перепису населення 2014 року в селі проживає 504 особи.